# Ван Аш, Люка
Люка Ван Аш (нидерл. Luca Van Assche; род. 11 мая 2004, Волюве-Сен-Ламбер) — французский профессиональный теннисист, брюссельского происхождения.
Победитель одного юниорского турнира Большого шлема в одиночном разряде (Открытый чемпионат Франции-2021).

## Общая информация
Родился 11 мая 2004 года во франкоязычной коммуне Волюве-Сен-Ламбер, в Брюссельском столичном регионе, в Бельгии. И в происхождении он имеет брюссельские и фламандские корни.

## Спортивная карьера
В 2022—2023 годах стал победителем трёх турниров серии «челленджер» и одного турнира серии «фьючерс» в одиночном разряде.
И в 2022 году стал победителем ещё одного «фьючерса» в парном разряде.

### 2024
В середине января 2024 года успешно выступил на Открытом чемпионате Австралии, сумев пробиться в третий раунд турнира, где уступил опытному греку Стефаносу Циципасу. По ходу соревнования обыграл итальянца Лоренцо Музетти и австралийца Джеймса Дакворта.

## Рейтинг на конец года
| Год  | Одиночный рейтинг | Парный рейтинг |
| 2024 | 128               | 855            |
| 2023 | 90                | 495            |
| 2022 | 138               | 367            |
| 2021 | 513               | 1420           |
| 2020 | 1517              | —              |